# Masters of the Universe

Klassisches Logo

Masters of the Universe (englisch für „Meister des Universums“) ist ein Fantasy-Franchise, das auf der gleichnamigen Action-Figuren-Reihe des US-Spielzeugherstellers Mattel basiert. Zentrale Helden des Franchise sind He-Man und She-Ra. Das Franchise wurde inzwischen um zahlreiche Produkte erweitert, u. a. Comics, Fernsehserien, Hörspiele, Filme und Videospiele.
Die Action-Figuren wurden erstmals von 1982 bis 1988 vertrieben und ab 2000 mehrfach neu aufgelegt: Eine limitierte und überarbeitete Neuauflage einiger Figuren wurde von 2000 bis 2001 herausgebracht. 2002 brachte Mattel die Action-Figuren mit modernisiertem Design erneut auf den Markt. Wegen ausbleibenden Erfolgs wurde die Produktion bereits 2004 wieder eingestellt. Neca übernahm die Lizenz von 2005 bis 2007 und veröffentlichte unbewegliche Statuen und Büsten der Figuren. Seit 2008 veröffentlicht Mattel wieder selbst monatlich modernisierte, aber stilgetreue Versionen der klassischen Action-Figuren. 

## Handlung und Charaktere
Die Masters of the Universe thematisieren den Kampf Gut gegen Böse. Schauplatz der Handlung sind die fantastischen Planeten Eternia und Etheria, auf denen neben Magie und Übernatürlichem auch futuristische Technologien wie Laserwaffen und Fluggeräte, die bis in den Weltraum vorstoßen können, bekannt sind.
Für das Gute kämpfen He-Man und die Verteidiger Eternias, auch die Masters of the Universe genannt. Zu He-Mans wichtigsten Mitstreitern gehören Man-at-Arms, und dessen Adoptivtochter Teela. Das Böse wird repräsentiert von Skeletor und den Kriegern des Bösen. Zu diesen zählen unter anderem Beast Man, Mer-Man und Evil-Lyn.
Später wurden He-Mans Schwester She-Ra und ihre Antagonisten Hordak und die Evil Horde (Wilde Horde) sowie die Snake Men (Schlangenmenschen) eingeführt. 

### He-Man
→ Hauptartikel: He-Man
Der Anführer der Masters of the Universe. He-Man ist die geheime Identität von Prinz Adam, dem Sohn von König Randor auf dem Planeten Eternia. Mithilfe des Zauberschwerts von Grayskull erlangt er übermenschliche Kräfte und ist nahezu unbesiegbar, um gegen das Böse zu kämpfen.

### She-Ra
→ Hauptartikel: She-Ra
He-Mans verschollen geglaubte Zwillingsschwester. Sie kämpft mit ihren Freunden auf dem Planeten Etheria gegen den Tyrannen Hordak und dessen Wilde Horde. Das Handlungskonzept von Gut gegen Böse ist dasselbe wie bei He-Man. Wie He-Man besitzt auch She-Ra ein Zauberschwert und ein sprechendes Reittier. She-Ra wurde hauptsächlich für Mädchen konzipiert, während He-Man vornehmlich Jungen ansprach. 

### He-Ro
Kurz vor Ende der Produktion der Masters of the Universe versuchte Mattel unter dem Titel Powers of Grayskull mit He-Ro einen neuen Helden aus der Vergangenheit Eternias, dem sogenannten Preternia, zu etablieren. He-Ro sollte in einer dreiteiligen Mini-Comic-Geschichte vorgestellt werden, von der aber nur der erste Teil gedruckt wurde. 1996 plante Lou Scheimer, Gründer von Filmation und Produzent von He-Man – Tal der Macht und She-Ra – Prinzessin der Macht, eine Fernsehserie mit dem Titel He-Ro – Son of He-Man. He-Ro sollte der Sohn von He-Man und Teela sein. Im Rahmen der Action-Figuren-Reihe wurde He-Ro erstmals 2009 eingeführt.

### Die Verteidiger Eternias
Battle Cat: He-Mans treues und tapferes Reittier. Solange He-Man die Identität Prinz Adams hat, ist Battle Cat ein schläfriger und ängstlicher Tiger namens Cringer.
Sorceress: Zauberin und Hüterin der Geheimnisse von Schloss Grayskull. Sie gab Prinz Adam das Zauberschwert, mit dem er sich in He-Man verwandeln kann. Sie kann sich in den Falken Zoar verwandeln. Außerdem ist sie die Mutter von Teela.
Man-at-Arms: Der Waffenmeister von Eternia, sein tatsächlicher Name ist Duncan. Er ist der Schöpfer vieler nützlicher Maschinen und Fahrzeuge, die die Verteidiger Eternias unterstützen. Er ist einer der wenigen, die von Prinz Adams Geheimnis wissen.
Teela: Tochter der Zauberin von Castle Grayskull und Pflegetochter von Man-at-Arms. Sie ist die Oberbefehlshaberin der Königlichen Leibwache von Eternia. Sie kennt He-Man's wahre Identität nicht und beschuldigt Adam daher des Öfteren der Feigheit, wenn er bei einer anstehenden Schlacht plötzlich verschwindet.
Orko: Der Hofzauberer. Orko ist eine wichtelartige Gestalt in einem roten Gewand, die sich schwebend fortbewegt. Er ist ein Zauberer vom Planeten Trolan, doch seine Zaubersprüche gehen meist daneben.
Roboto: Eigentlich von Man-at-Arms als Schachroboter entwickelt, stattete er sich selbst mit einigen Waffensystemen aus und schloss sich den Verteidigern Eternias an.
Stratos: Anführer des Vogelvolkes von Avion und Botschafter am Hofe König Randors.
Buzz-Off: Botschafter der Insektoiden. Dieses Volk lebt wie ein Bienenstamm und wird von einer Königin geleitet. Anfangs den Vogelmenschen feindlich gesinnt, heute aber ein enger Vertrautenr. Die Insektoiden bauen einen Kraftspender namens Ambrosia an.
Mekanek: Ein Humanoider der seinen Hals fast unendlich verlängern kann. Er ist der Fährtenleser und Kundschafter der Verteidiger Eternias. Seine Lieblingswaffe ist eine große Keule.
Ram-Man: Ein dicker Kraftprotz, der nicht über viel Intelligenz verfügt, aber fast jede Wand einreißen kann.
Moss-Man: Bewohner des Waldes und Hüter der Natur. Er kann jede Pflanze kontrollieren und wachsen lassen.
Man-E-Faces: Ursprünglich ein Mensch, dessen Körper aber mit einem Roboters und einem Wesen aus einer anderen Galaxie verschmolzen wurde. Man-E-Faces hat drei Gesichter: das menschliche, das des Roboters und das grüne Monstergesicht. Er ist ein begnadeter Techniker.
Sy-klone: Der Wächter der mysteriösen Steine von Antwar Gar. Mit seiner Fähigkeit, den Wind zu beherrschen, hilft er den Verteidigern Eternias. Er ist ein besonnener und gewissenhafter Kämpfer.

### Skeletor und die Krieger des Bösen
Skeletor ist der Herr über die Mächte des Bösen und die Unterwelt. Er hat nur ein Ziel: die Macht über Castle Grayskull und damit ganz Eternia an sich zu reißen. Er hat zahlreiche Krieger des Bösen um sich geschart, die ihn in seinem Kampf gegen He-Man und die Verteidiger Eternias unterstützen. Sein Stützpunkt ist die finstere Festung Snake Mountain.

### Hordak und die wilde Horde
Die dritte Fraktion neben den Verteidigern Eternias und den Kriegern des Bösen. Die Hordes sind eine intergalaktische Streitkraft.

### King Hiss und die Schlangenmenschen (Snake-Men)
Die Schlangenmenschen sind die vierte auftretende Gruppe und verfolgen eigene Interessen. Merkmale der Spezies sind ihr schlangenhaftes Äußeres und die damit verbundenen Fähigkeiten. Ihr König, King Hiss, besteht hinter seinem menschlichen Antlitz sogar selbst aus mehreren Schlangen. Zu den Schlangenmenschen gehören außerdem Kobra Khan, Rattlor, Tung Lashor, Squeeeze und Snake Face.

### Zodak
Zodak ist der Beherrscher des Kosmos. Einst half er den Weisen, die Schlangenmenschen tief im inneren von Snake Mountain einzusperren. Er greift nur in höchster Gefahr ein und ist als Wächter überall zu Hause. Von der Stärke her ist er He-Man fast ebenwürdig und er besitzt mystische Kräfte. Zudem hat er Kontakt zur Zauberin von Grayskull.

## Action-Figuren

### Original
Roger Sweet entwickelte eine etwa 24 Zentimeter große, übermenschlich muskulös und in kampfbereiter Pose modellierte Figur namens He-Man. Die tatsächliche Urheberschaft der Figur und Sweets Einfluss auf das Design wurden jedoch nie offiziell von Mattel bestätigt und sind umstritten. Die Größe der Figuren wurde für die Markteinführung auf 14 Zentimeter verringert, um den Verkaufspreis einer Figur mit 4,99 US-Dollar unter der psychologisch wichtigen Marke von fünf US-Dollar zu halten.
Entgegen früheren Annahmen waren die Masters of the Universe nicht als Merchandising für den Fantasy-Actionfilm Conan der Barbar (1982) geplant. Mattel besaß tatsächlich Rechte für die Veröffentlichung einer Conan-Action-Figur, allerdings war hierfür schlicht geplant, auf den Körper einer Big-Jim-Figur einen Kopf mit dem Aussehen des Conan-Darstellers Arnold Schwarzenegger zu setzen und mit entsprechend passender Kleidung auszustatten. Dem Management war der Film aber zu brutal und die Entwicklung der Conan-Action-Figur wurde eingestellt. Für Masters of the Universe war dies günstig, da Mattel kaum beide Serien parallel herausgebracht hätte.
Im ersten Jahr (1982) erzielten die Masters of the Universe in den USA einen Umsatz von 38,2 Millionen US-Dollar, was klar über den Erwartungen von sieben bis 19 Millionen lag. 1983 stieg der Umsatz auf 80 Millionen US-Dollar, 1984 auf 111 Millionen, 1985 dann 250 Millionen. 1986 war mit 400 Millionen US-Dollar Umsatz in den USA der Höhepunkt erreicht. 1987 brach der Umsatz auf sieben Millionen ein, was zur Einstellung der Reihe führte. Die letzten Produkte wurden 1988 nur noch in Italien veröffentlicht, danach verschwanden die Masters of the Universe für über zehn Jahre weltweit aus den Regalen der Spielwarenhändler.
Ursache dieses beispiellosen Rückgangs waren Fehleinschätzungen des Action-Figurenmarktes seitens Mattel. Nachdem die Masters-of-the-Universe-Reihe zuerst unterschätzt worden war, ging das Management nach den erfolgreichen ersten drei Jahren dazu über, die Produktionszahlen drastisch zu erhöhen und den Markt mit Merchandise-Produkten zu überfluten. Dazu kam, dass andere Action-Figuren wie die Transformers in Mode kamen und den Händlern hohe Rabatte gewährt werden mussten, damit sie weiterhin die Masters of the Universe in ihre Regale stellten.
Dennoch gelten die Masters of the Universe als einer der größten Erfolge Mattels. Die Action-Figuren alleine erreichten einen weltweiten Umsatz von 1,2 Milliarden US-Dollar, in den USA überschritt der Umsatz von Figuren und Ableger-Produkten wie Bettwäsche oder Kuchenformen die Zwei-Milliarden-Grenze. Zu Hochzeiten waren die Masters of the Universe zusammen mit Barbie für 75 Prozent des Gesamtgewinns von Mattel verantwortlich.

### Commemorative
Von 2000 bis 2001 veröffentlichte Mattel insgesamt 16 Figuren in fünf Sets in einer limitierten, sogenannten „Commemorative Series“ erneut. Zielpublikum der limitierten Serie von Repliken der Originalfiguren waren die nun erwachsen gewordenen Kinder der 1980er Jahre.

### Neustart 200x
Ein Jahr nach der „Commemorative Series“ entschied sich Mattel für einen vollständigen Neustart von Masters of the Universe als unlimitierte Spielzeugserie für ein neues Zielpublikum. Das US-amerikanische Design-Studio Four Horsemen war für die Neugestaltung verantwortlich. 2002 erschienen die ersten Figuren in den Vereinigten Staaten, 2003 kamen sie auch nach Europa. Doch diesmal blieb der große Erfolg aus, die Produktion wurde 2004 eingestellt.

### Stactions
Nach Einstellung der Action-Figuren erwarben die Four Horsemen Studios von Mattel die Rechte, gemeinsam mit dem auf Sammlerfiguren spezialisierten US-Unternehmen National Entertainment Collectibles Association (NECA) sogenannte „Stactions“ herzustellen und zu vertreiben. Stactions sind eine Mischform von Statuen und Action-Figuren, die im Gegensatz zu letzteren keine Gelenke haben. Der Kontakt zwischen dem Designstudio und NECA war bereits zuvor geknüpft, da NECA in die Produktion von Büsten involviert war. Im Zuge der Neubelebung des Franchise durch Mattel 2008 wurde die Lizenz nicht verlängert und die Produktion dieser Reihe eingestellt.

### Classics
Auf der New York Comic Con 2008 von Mattel erstmals angekündigt, wurde diese Reihe im Juli 2008 auf der San Diego Comic Con präsentiert. Unter der Bezeichnung „Masters of the Universe Classics“ wurden Figuren aller bisherigen Toylines (80er Jahre Masters of the Universe, 80er Princess of Power, 90er New Adventures und 200Xer Masters of the Universe) veröffentlicht. Es handelt sich großteils um modernisierte Fassungen der ursprünglichen Figuren, aber auch neue Gestalten sind enthalten. Die Figur „King Grayskull“ wurde dort als erste Figur der Reihe in einer limitierten Auflage verkauft. Von ihr wurden insgesamt drei verschiedene Versionen veröffentlicht. Seit Dezember 2008 erschienen regelmäßig neue Sammlerfiguren. Zielpublikum sind einmal mehr die alten Sammler. 

### Origins
Seit 2020 werden die klassischen Action-Figuren und Fahrzeuge unter der Reihe Masters of the Universe Origins als reguläre, nicht-limitierte Spielzeugreihe neu aufgelegt. Das Design entspricht nahezu vollständig dem der klassischen Spielzeuge der 1980er Jahre und wurde um einige Funktionen erweitert, so haben die Arme und Beine der Figuren nun mehr bewegliche Gelenke, außerdem können Köpfe und Hände abgenommen und mit denen anderer Figuren ausgetauscht werden. Zudem gibt es einige der Figuren als Deluxe-Versionen, welchen zusätzliche, wechselbare Extremitäten sowie Waffen oder anderweitiges Zubehör enthalten. Auch liegt jeder Figur wie schon bei der klassischen Reihe ein Mini-Comic bei.

## Comics
Die ersten Publikationen, in denen die Hintergrundgeschichte für die Masters of the Universe etabliert wurde, waren Mini-Comics, kleine Comic-Hefte, die jeder Figur beilagen.  
DC Comics veröffentlichte 1982 eine Mini-Comic-Reihe und nahm dabei Elemente der Zeichentrickserie He-Man – Tal der Macht auf, welche sich gerade in Entwicklung befand. Dementsprechend wurde der Charakter des Prinz Adam eingeführt, der durch das Zauberschwert und die Macht der Burg Grayskull in He-Man verwandelt wird. Eternia wurde zum Königreich umgestaltet, über das König Randor und Königin Marlena, die Eltern von Prinz Adam, herrschen. He-Man wird als Angehöriger eines Barbarenvolkes beschrieben, der sein Volk verlässt, um das geheimnisvolle Castle Grayskull vor einer drohenden Gefahr zu schützen. Auf seinem Weg rettet er die Sorceress vor einem Angriff durch ein Monster. Sie erkennt in ihm den legendären Helden und übergibt ihm die seit vielen Jahren gehüteten Schätze, die ihm übermenschliche Kraft verleihen. Denn Skeletor, der einem Dämonen-Volk aus einer anderen Dimension entstammt, will Castle Grayskull erobern, um die darin aufbewahrte zweite Hälfte des Zauberschwerts zu erringen. Im Besitz beider Schwerthälften könnte er durch deren Wiedervereinigung ein Dimensionstor öffnen und sein Volk nach Eternia holen. In den letzten Mini-Comics von 1987 wurde eine neue Hintergrundgeschichte von Skeletor angedeutet. Er sollte die neue Gestalt von Keldor sein, dem verschollenen Halbbruder von König Randor. Diese Geschichte wurde aber aufgrund der Einstellung der Produktion nicht weiter vertieft, ebenso wenig die im letzten regulären Mini-Comic begonnene Geschichte um He-Ro, einem Helden aus der Vergangenheit von Eternia. 
1982 veröffentlichte DC Comics ein Crossover mit Superman. 
Begleitend zur Fernsehserie Die neuen Abenteuer des He-Man startete der Bastei-Verlag im März 1991 eine neue Comic-Reihe im Magazinformat, die im zweimonatlichen Rhythmus erschien. Inhaltlich orientierte sie sich zunächst an der aktuellen Fernsehserie, ab der fünften Ausgabe wurden jedoch zunehmend klassische Masters of the Universe-Comics veröffentlicht. Die letzten beiden Hefte enthielten ausschließlich klassische MOTU-Geschichten, während die Cover lediglich optisch an die New Adventures angepasst waren. Zu Beginn nutzte Bastei italienisches Comicmaterial, wechselte später jedoch zu Inhalten aus britischen Magazinen der 1980er-Jahre, darunter auch Nachdrucke früherer deutscher Ehapa-Comics. Auch in Großbritannien kam es in den letzten Ausgaben der Adventure Magazines zu Nachdrucken von Masters-Geschichten, nachdem das verfügbare Material zu den New Adventures erschöpft war. ach sieben Ausgaben wurde die Comicreihe im März 1992 wieder eingestellt.
Begleitend zur Netflix-Fernsehserie Masters of the Universe – Revelation erschien ein 2021 ein Comic von Dark Horse Comics, der als Prequel dient.

## Fernsehserien

### He-Man – Tal der Macht
→ Hauptartikel: He-Man – Tal der Macht

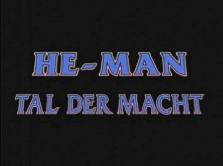
Deutscher Titel der ersten Fernsehserie

Mattel beauftragte 1983 das Zeichentrickstudio Filmation, eine Zeichentrickserie zu erstellen. Insgesamt wurden bis 1984 130 Folgen in zwei Staffeln produziert. Die Zeichentrickserie übernahm die wichtigsten Charaktere der Action-Figuren-Serie und entwickelte den Handlungsrahmen stellenweise neu. Das Konzept des sich in He-Man verwandelnden Prinzen Adam wird variiert, indem die Verwandlung geändert wird. Prinz Adam eilt nicht mehr zur Sorceress, um sich in He-Man zu verwandeln, sondern hebt sein Zauberschwert und spricht die Worte „Bei der Macht von Grayskull, ich habe die Kraft!“ („By the power of Grayskull, I have the power!“), um sich in He-Man zu verwandeln. Damit verschwindet auch das Konzept des zweigeteilten Zauberschwerts, dessen Zusammenfügung die Macht über Eternia bedeutet, endgültig – auch aus den späteren Mini-Comics, die ab 1983 von Mattel selbst produziert werden.

### She-Ra – Prinzessin der Macht
→ Hauptartikel: She-Ra – Prinzessin der Macht
Passend zu Mattels Action-Figuren-Reihe She-Ra – Princess of Power produzierte das Trickfilmstudio Filmation in den USA zwischen 1985 und 1986 die Trickfilmserie She-Ra – Prinzessin der Macht mit 93 Folgen. Hauptzielgruppe waren nun junge Mädchen. 

### Die neuen Abenteuer des He-Man
→ Hauptartikel: Die neuen Abenteuer des He-Man
1989 entstand mit The New Adventures of He-Man eine Fortsetzung der Originalserie. Man verlegte hierbei die Handlung 1000 Jahre in die Zukunft, in der He-Man (mit den Galaktischen Kriegern) und Skeletor (mit den Mutanten) an der Seite neuer Verbündeter von den Planeten Primus und Denebria gegeneinander kämpften. Auch hier gab es ein Einführungshörspiel mit dem Titel He Man - Die neue Dimension. Die Zeichentrickserie endete 1992 nach 65 Folgen und wurde damit nur halb so lang produziert wie die vorherige.

### He-Man and the Masters of the Universe (2002)
→ Hauptartikel: He-Man and the Masters of the Universe (2002)
2002 wurde erneut wurde eine begleitende Zeichentrickserie erstellt, die sowohl für die Action-Figuren und deren Fahrzeuge werben, als auch eine Hintergrundgeschichte liefern sollte: He-Man and the Masters of the Universe – oft einfach als “He-Man 200x” bezeichnet. Die Serie erzählt die Geschichte von He-Man neu. Anfangs geht es erneut um den Kampf gegen Skeletor und dessen Gefolgschaft, später werden King Hiss und die Snake Men als neue Gegner eingeführt. Auch She-Ras Gegner Hordak und die Evil Horde werden kurz vorgestellt. Die Figur King Grayskull wird erstmals in einer Zeichentrickserie eingeführt.

### She-Ra und die Rebellen-Prinzessinnen
→ Hauptartikel: She-Ra und die Rebellen-Prinzessinnen
2018 wurde eine neue She-Ra Serie unter dem Namen She-Ra und die Rebellen-Prinzessinnen (Original: She-Ra and the Princesses of Power) von Netflix produziert. Die Hauptzielgruppe sind, wie schon beim Original, junge Mädchen.

### Masters of the Universe – Revelation
2021 erschien eine im Auftrag von Mattel Television und Netflix von Kevin Smith produzierte, direkte Fortsetzung der Originalserie, welche die Handlung der Fernsehserien The New Adventures of He-Man und He-Man and the Masters of the Universe (2002) ignoriert. Sie richtet sich an ein eher erwachsenes Publikum und sollte laut Kevin Smith, der sich selbst als Masters-Fan bezeichnet, in erster Linie die nun erwachsenen Fans der Originalserie ansprechen. Die Serie bedient sich einiger optischer Elemente des Animes.
Begleitend dazu erschien eine Comicversion von Dark Horse Comics, die als Prequel fungiert.

### He-Man and the Masters of the Universe (2021)
→ Hauptartikel: He-Man and the Masters of the Universe (2021)
Parallel zu Revelation wurde 2021 auch eine erstmals vollständig computeranimierte Serie namens He-Man and the Masters of the Universe von Netflix produziert. Die Serie stellt einen erneuten Reboot der Reihe dar und richtet sich im Gegensatz zu Revelation primär an Kinder.

### Masters of the Universe –  Revolution
Die fünfteilige Netflix-Serie Revolution setzt die Handlung von Revelation fort und wurde 2024 veröffentlicht. Sie wurde erneut von Kevin Smith produziert und geschrieben.
Die Serie beginnt nach dem Tod von König Randor. Prinz Adam steht vor der Entscheidung, ob er dauerhaft die Macht von Grayskull nutzen und als He-Man agieren oder als König Verantwortung für das Volk von Eternia übernehmen soll. Gleichzeitig erlangt Skeletor Zugriff auf eine mächtige Nanotechnologie, mit deren Hilfe er die Bewohner Eternias unter seine Kontrolle bringt.
Neben actionreichen Kämpfen und zahlreichen Referenzen an die ursprüngliche Spielzeugreihe rückt Revolution auch persönliche Entwicklungen in den Vordergrund, insbesondere die Beziehung zwischen Prinz Adam und Teela. Im Vergleich zur Vorgängerserie erhält He-Man deutlich mehr Bildschirmzeit. Die Serie zeichnet sich durch hochwertige Animationen und neue Designs aus, die von Mattel für die Vermarktung von Spielzeug genutzt werden.

## Filme

### Masters of the Universe (1987)
1987 kam eine von Cannon Films produzierte Realverfilmung mit Dolph Lundgren (He-Man) und Frank Langella (Skeletor) in den Hauptrollen in die Kinos, in welchem allerdings viele der Charaktere der Serie nicht zu sehen waren und die Handlung aus Kostengründen größtenteils auf die Erde der 1980er Jahre verlegt wurde. Der Film floppte an den Kinokassen, ein zweiter Teil mit Laird Hamilton in der Hauptrolle wurde daher nicht mehr realisiert. Teile der bereits hierfür angefertigten Kostüme und Requisiten wurden später für den Film Cyborg mit Jean-Claude van Damme verwendet.

### Masters of the Universe (2026)
→ Hauptartikel: Masters of the Universe (Film, 2026)
Eine zweite Realverfilmung ist bereits seit mehreren Jahren geplant, wurde jedoch immer wieder verschoben, umgeschrieben oder verworfen. Nach zwei vergeblichen Versuchen einer Neuverfilmung durch Sony Pictures und Netflix soll nun 2026 ein von Amazon MGM Studios produzierter Film ins Kino kommen. 
In diesem Film stürzt Prinz Adam als Kind auf der Erde ab und wird vom Zauberschwert seiner Vorfahren getrennt. Als junger Mann findet er das Schwert wieder, kehrt auf seinen Heimatplaneten Eternia zurück und nimmt die Rolle von He-Man an, um gegen Skeletor und seine finsteren Mächte zu kämpfen.

## Hörspiele
| Folge | Titel                                  | Erschei- nungs- jahr |
| ----- | -------------------------------------- | -------------------- |
|       | Die Giganten des Universums            | 1987                 |
| 1     | Sternenstaub                           | 1984                 |
| 2     | Das Todestor                           | 1984                 |
| 3     | Sturm auf Castle Grayskull             | 1984                 |
| 4     | Der unbezwingbare Drache               | 1984                 |
| 5     | Die Höhle des Schreckens               | 1984                 |
| 6     | Im Kerker Skeletors                    | 1984                 |
| 7     | Doppelgänger                           | 1984                 |
| 8     | Der Baum der sterbenden Zeit           | 1984                 |
| 9     | Die Ebene der Ewigkeit                 | 1984                 |
| 10    | Das Geheimnis der Mystic Mountains     | 1984                 |
| 11    | Anti-Eternia                           | 1985                 |
| 12    | Der Herr der Wespen                    | 1986                 |
| 13    | Skeletors Sieg                         | 1986                 |
| 14    | Der feurige Eisvogel                   | 1986                 |
| 15    | Die lachende Brücke                    | 1986                 |
| 16    | Nacht über Castle Grayskull            | 1986                 |
| 17    | Angriff der Magier                     | 1986                 |
| 18    | Mekaneck und das Erbe des Grauens      | 1986                 |
| 19    | Das Dämonenpferd                       | 1986                 |
| 20    | Die Rache des Schlangenfürsten         | 1986                 |
| 21    | Dämon Modulok                          | 1986                 |
| 22    | Spydor, die Monsterspinne              | 1986                 |
| 23    | Die Zauberrüstung                      | 1986                 |
| 24    | Skeletors Meisterplan                  | 1987                 |
| 25    | Teelas Verrat                          | 1987                 |
| 26    | Orkos schwerste Stunde                 | 1987                 |
| 27    | Zoar im Strudel der Zeit               | 1987                 |
| 28    | Skeletors Roulette                     | 1987                 |
| 29    | Das Ewige Feuer                        | 1987                 |
| 30    | Das Zepter der Unendlichen Macht       | 1987                 |
| 31    | Die Pyramide der Unsterblichkeit       | 1987                 |
| 32    | Der Meisterzauberer                    | 1987                 |
| 33    | Das Zauberschwert des Bösen            | 1987                 |
| 34    | Das Reich der Schrecklichen            | 1987                 |
| 35    | Skeletor, König von Eternia            | 1988                 |
| 36    | In den Krallen des Bösen               | 1988                 |
| 37    | Das Geheimnis der schwarzen Irrlichter | 1988                 |
|       | He-Man – Die neue Dimension            | 1989                 |

Das Hörspiellabel Europa veröffentlichte von 1984 bis 1988 eine eigens für den deutschsprachigen Raum produzierte Hörspielserie zu Masters of the Universe. Die Sprecher und ihre Figuren sowie deren jeweilige Hintergrundgeschichten unterschieden sich hier sowohl von denen der Zeichentrickserie als auch der mit den Actionfiguren vertriebenen Mini-Comics. Da man die Musik der Zeichentrickserie aus Lizenzgründen nicht verwenden konnte, wurden diverse eigene Themen komponiert, unter anderem vom London Symphony Orchestra. Einige dieser Stücke fanden auch in anderen Europa-Hörspielen Verwendung. Die ersten beiden Folgen wurden je mit einer Goldenen Schallplatte ausgezeichnet.
In den Hauptrollen sind Norbert Langer (Prinz Adam/He-Man), Karl Walter Diess (Man-At-Arms), Monika Gabriel (Teela), Matthias Grimm (Orko), Jochen Sehrndt (Cringer/Battle-Cat), Peter Pasetti (Skeletor), Christian Rode (Beast-Man), Andreas von der Meden (Trap-Jaw), Gottfried Kramer (Mer-Man), Gisela Trowe (Geist von Castle Grayskull/Zoar/Die Zauberin) und Horst Naumann als Erzähler zu hören, Gastauftritte in Nebenrollen haben u. a. Hans Paetsch, Hans Clarin und Wolfgang Völz. Die Manuskripte schrieb H. G. Francis, Regie führte Heikedine Körting.
In Deutschland erschien ein Doppelpack der Action-Figuren He-Man und Skeletor zusammen mit der ersten Hörspielfolge „Sternenstaub“, bei der eine Vorstellung der Welt und der Charaktere hinzugefügt wurde.
Folge 33 bildet den Auftakt zu einer Pentalogie, dessen Abschluss auch gleichzeitig auch das Ende der Serie darstellt.
Europa produzierte auch eine 22-minütige Sonderfolge mit dem Titel „Die Giganten des Universums“, bei der es sich um eine Einführung in die Welt der Masters of the Universe handelt. Diese wurde als Beilage zu Action-Figuren und Comics vertrieben. Neben neuen Dialogen sind auch Passagen aus anderen Folgen enthalten, die durch Umschnitte in einen neuen Zusammenhang gesetzt wurden. Die Kassette ist kein offizieller Bestandteil der Hörspielserie, wird gemeinhin aber als Folge 0 bezeichnet.
Zur Fernsehserie Die neuen Abenteuer des He-Man gab es ein Einführungshörspiel mit dem Titel He Man - Die neue Dimension.

## Videospiele
Bisher sind sechs Videospiele erschienen. Derzeit sind keine weiteren in Planung.
- Masters of the Universe: The Power of He-Man
- Masters of the Universe: Super Adventure
- Masters of the Universe: The Arcade Game
- Masters of the Universe: The Movie
- Masters of the Universe: He-Man: Power of Grayskull
- Masters of the Universe: He-Man: Defender of Grayskull

## Bausatzreihe
Der zum Mattel-Konzern gehörende Klemmbausteine-Hersteller MEGA (früher: Mega Bloks, Mega Construx) vertreibt derzeit eine Masters of the Universe-Bausatzreihe, die sich am Design der klassischen Action-Figuren und Fahrzeuge orientiert. Die Sets reichen von kleinen und einfachen bis hin zu großen, komplexen Bausätzen mit mehreren Tausend Steinen.